# جورج إدوين هيلز
جورج إدوين هيلز هو سياسي كندي، ولد في 30 يونيو 1905 في المملكة المتحدة، وتوفي في 3 أبريل 1978 بنانيامو إي في كندا.